# Edward Law, 1. Earl of Ellenborough

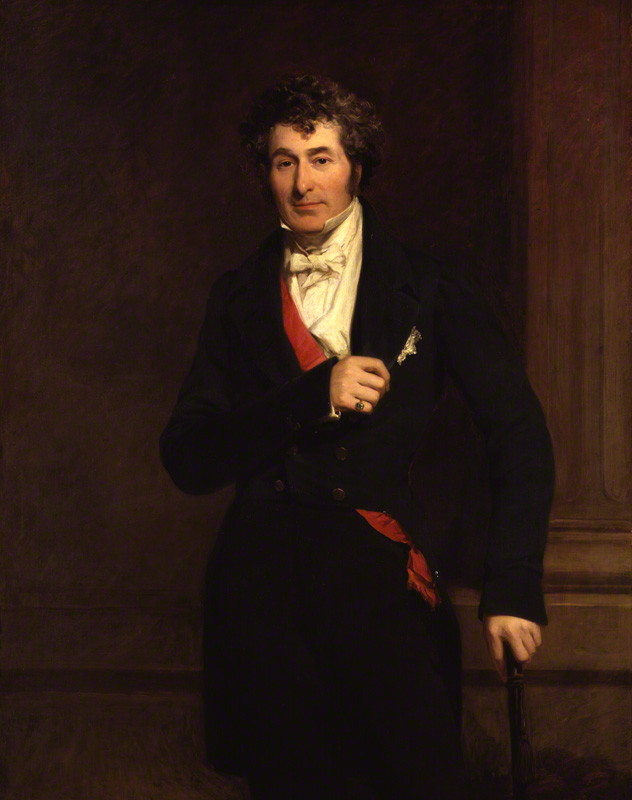
Edward Law, 1. Earl of Ellenborough

Edward Law, 1. Earl of Ellenborough GCB PC (* 8. September 1790 in London; † 22. Dezember 1871 in Southam, Gloucestershire) war ein britischer Peer und Politiker.

## Leben
Er war der älteste Sohn von Edward Law, 1. Baron Ellenborough, aus dessen Ehe mit Anne Towry. Er besuchte das Eton College und schloss 1809 sein Studium am St John’s College der Universität Cambridge als Master of Arts ab.
1812 erhielt er das Amt des Chief Clerk am Court of King’s Bench (wo sein Vater Lord Chief Justice war), eine Sinekure, die ihm jährliche Einkünfte von fast 8000 £ einbrachte. Aufgrund der damit verbundenen politischen Peinlichkeit wurde das Amt 1838 in eine lebenslange Rente umgewandelt.
1813 wurde er als Abgeordneter für das Rotten borough St. Michael’s in Cornwall ins House of Commons gewählt. Er hatte dieses Mandat inne, bis er 1818, beim Tod seines Vaters, dessen Adelstitel als 2. Baron Ellenborough erbte und dadurch ins House of Lords aufstieg. In der Tory-Regierung Wellingtons war er von 1828 bis 1829 Lordsiegelbewahrer. Er war mehrmals President of the Board of Control, also Vorsitzender des Gremiums, welches die Britische Ostindien-Kompanie kontrollierte.
Von 1842 bis 1844 war er Generalgouverneur von Indien. Sein Auftrag war die Wiederherstellung des Friedens in Asien, dennoch war seine gesamte Amtszeit durch Krieg geprägt. Seine Ankunft fiel in die Endphase des Ersten Anglo-Afghanischen Krieges. Ein Feldzug gegen den Herrscher von Sindh, der unterworfen wurde, schloss sich unmittelbar an. Danach griffen die britischen Truppen auf Befehl von Law in Gwalior ein, wo ein Aufstand gegen die britische Herrschaft drohte.
Sein Regierungsstil in Indien führte zu derart massiver Kritik, dass Law schon nach der Hälfte der üblichen Amtszeit abberufen wurde. Er galt als eigensinnig und impulsiv, zu Unbeherrschtheiten neigend. Bei seiner Rückkehr nach Großbritannien wurde er dennoch, wie damals üblich, zum Earl of Ellenborough, in the County of Cumberland, und Viscount Southam, of Southam in the County of Gloucester, erhoben.
Im Jahre 1846 wurde er Erster Lord der Admiralität. 1858 wurde er unter Lord Derby zum vierten Mal President of the Board of Control.

## Familie
Lord Ellenborough war zweimal verheiratet. Seine erste Ehefrau, Lady Octavia Catherine, Tochter von Robert Stewart, 1. Marquess of Londonderry, heiratete er am 11. Dezember 1813. Nach ihrem Tod 1819 heiratete er am 15. Oktober 1824 seine zweite Ehefrau Jane Digby, Tochter des Admirals Sir Henry Digby. Sie hatten miteinander einen Sohn, Hon. Arthur Dudley Law (1828–1830). Nachdem dieser im Kleinkindalter gestorben war, ließ sich das Paar wegen Ehebruchs ihrerseits am 8. April 1830 durch Parlamentsbeschluss scheiden. Er starb 81-jährig im Dezember 1871 auf seinem Gut Southam House bei Cheltenham. Bei seinem Tod erloschen die Earls- und Viscountwürde, während der Titel Baron Ellenborough auf seinen Neffen Charles überging.